# Parsonsia pachycarpa
Parsonsia pachycarpa är en oleanderväxtart som beskrevs av André Guillaumin. Parsonsia pachycarpa ingår i släktet Parsonsia och familjen oleanderväxter. Inga underarter finns listade i Catalogue of Life.